# Окленд Тауншип (округ Венанго, Пенсільванія)
Окленд Тауншип (англ. Oakland Township) — селище (англ. township) в США, в окрузі Венанго штату Пенсільванія. Населення — 1361 особа (2020).

## Демографія
Згідно з переписом 2010 року, у селищі мешкали 1504 особи в 592 домогосподарствах у складі 451 родини. Було 658 помешкань
Расовий склад населення:
| - 98,9 % — білих - 0,2 % — азіатів - 0,1 % — вихідців з тихоокеанських островів - 0,1 % — корінних американців - 0,1 % — чорних або афроамериканців |

До двох чи більше рас належало 0,5 %. Частка іспаномовних становила 0,5 % від усіх жителів.
За віковим діапазоном населення розподілялося таким чином: 21,5 % — особи молодші 18 років, 63,2 % — особи у віці 18—64 років, 15,3 % — особи у віці 65 років та старші. Медіана віку мешканця становила 45,7 року. На 100 осіб жіночої статі у селищі припадало 98,9 чоловіків;  на 100 жінок у віці від 18 років та старших — 99,2 чоловіків також старших 18 років.
Середній дохід на одне домашнє господарство  становив 66 196 доларів США (медіана — 53 000), а середній дохід на одну сім'ю — 76 243 долари (медіана — 62 000). Медіана доходів становила 42 414 долари для чоловіків та 31 838 доларів для жінок. За межею бідності перебувало 6,9 % осіб, у тому числі 9,5 % дітей у віці до 18 років та 3,6 % осіб у віці 65 років та старших.
Цивільне працевлаштоване населення становило 716 осіб. Основні галузі зайнятості: освіта, охорона здоров'я та соціальна допомога — 24,0 %, виробництво — 20,4 %, роздрібна торгівля — 8,7 %, мистецтво, розваги та відпочинок — 8,2 %.